# The Blues Image
The Blues Image was een in 1966 in Tampa opgerichte Amerikaanse rockband.

## Geschiedenis
De band werd geformeerd door Mike Pinera, Manuel Bertematti, Joe Lala, Emilio Garcia en Malcolm Jones. Later kwam Frank Conte erbij, toen Emilio Garcia de band verliet om piloot te worden. The Blues Image verhuisde naar Miami in 1968, waar ze een belangrijke rol speelden bij het helpen van promotors bij het vormen van de meest innovatieve muzieklokatie Three Image in Zuid-Florida. De band werd de huisband van de club, waar bands optraden als The Cream, The Grateful Dead en Blood, Sweat & Tears.
De band verhuisde naar Los Angeles en tekende bij Atco Records. Ze brachten hun gelijknamig debuutalbum uit in februari 1969. Hun tweede album Open (april 1970) met de populaire hit Ride Captain Ride werd mede gecomponeerd door Pinera en Konte. Van deze plaat werden meer dan een miljoen exemplaren verkocht, waarvoor ze een gouden plaat kregen van de RIAA in augustus 1970. Het was tevens hun enige hit.
Pinera verliet de band voor Iron Butterfly in de herfst van 1969, tijdens de opnamen van Open. Hij werd vervangen door Denny Correll en Kent Henry. De band werd later ontbonden na het uitbrengen van hun derde album Red White & Blues Image in mei 1970.
De verschillende leden van The Blues Image werden onderdeel van andere rockbands. Bertematti speelde en nam later op met de New Cactus Band en toerde met Iron Butterfly, Chi Coltrane en Bobby Womack. Pinera speelde ook met Iron Butterfly, de New Cactus Band, Ramatam en Alice Cooper. Conte ging naar Three Dog Night en Lala speelde met Crosby, Stills & Nash (& Young). Lala's percussiewerk speelde ook een prominente rol bij de door Stephen Stills/Chris Hillman geleide band Manassas. Henry speelde leadgitaar bij Steppenwolf voorafgaand aan hun ontbinding in 1972.
Correll nam later een reeks succesvolle eigentijdse albums op met christelijke muziek, hielp uitbreiden van CCM's zakelijke beroep en bereikte airplay met diverse singles bij CCM-radio tijdens de late jaren 1970 en de vroege jaren 1980. Gary Dunham, die ook toerde met de laatste incarnatie van The Blues Image, werd ook een solo-CCM-artiest.
Pinera had meerdere albums uitgebracht, waaronder In the Garden of Eden. De band trad kortstondig op in de film Dusty and Sweets McGee (1971) met hun song Ride Captain Ride.

## Bezetting
- Manuel 'Manny' Bertematti (drums, zang, 1966-1970)
- Joe Lala (percussie, zang, 1966-1970)
- Malcolm Jones (basgitaar, 1966-1970)
- Mike Pinera (gitaar, zang, 1966-1970)
- Emilio Garcia (keyboards, 1966-1967)
- Frank 'Skip' Konte (keyboards, 1967-1970)
- Denny Correll (zang, 1970)
- Kent Henry (gitaar, 1970)
- Bill Britton (gitaar, 1967; verliet de band in 1969)

Denny Correll overleed in 2002. Joe Lala overleed op 18 maart 2014 op 66-jarige leeftijd aan de gevolgen van longkanker.

## Discografie

### Singles
- 1969:	Lay Your Sweet Love on Me
- 1970:	Ride Captain Ride
- 1970: Gas Lamps and Clay
- 1971:	Rise Up

### Albums
- 1969:	Blues Image
- 1970:	Open
- 1970: Red White & Blues Image

### Compilaties
- 2005:	Rhino Hi-Five: Blues Image